# Bo Ekros
Bo Ekros, född 15 juni 1965, svensk före detta roddare.
Till höjdpunkterna i Bo Ekros karriär som tävlingsroddare hör tillfällena då han placerade sig tvåa i klassen lättviktsfyrsculler vid världsmästerskapen i Wien i Österrike 1991 och i Montréal i Kanada 1992. Vid båda dessa tillfällen bestod besättningen även av Joakim Brischewski, Johan Flodin och Per Lundberg.
I Svenska sammanhang tävlade Bo Ekros för Jönköpings Roddsällskap.